# De Lier
De Lier è una località olandese situata nel comune di Westland, nella provincia dell'Olanda meridionale.
Comune autonomo, nel gennaio 2004 confluì nel nuovo comune di Westland per fusione con i comuni di 's-Gravenzande, Monster, Naaldwijk e Wateringen.